# Franz Graf von Wimpffen
Franz Emil Lorenz Heeremann Graf von Wimpffen (Praga, 2 de abril de 1797-Gorizia, 26 de noviembre de 1870) fue un general y almirante austriaco, que se desempeñó como jefe administrativo de la Armada austriaca de 1851 a 1854.

## Biografía
Franz Emil Lorenz provenía de la antigua familia noble von Wimpffen de Suabia . Nació en Praga el 2 de abril de 1797, hijo de Karl Franz Eduard von Wimpffen (1776-1842), que se desempeñó como jefe del Estado Mayor austríaco de 1824 a 1830, y de Victoria von Anhalt-Bernburg-Schaumburg. Era el dueño de los castillos y propiedades de Kainberg, Reitenau y Eichberg en Austria y como católico, era un Caballero de la Soberana Orden Militar de Malta. Recibió el grado de unterleutnant en octubre de 1813 y sirvió como oficial de artillería durante los últimos tres años de las Guerras Napoleónicas, en la Campaña alemana de 1813, la campaña francesa de 1814 y la guerra napolitana en 1815.
En 1822 fue ascendido a capitán y en 1828 a mayor. En 1830 se convirtió en teniente coronel, en 1833 ascendió a coronel y tomó el mando del regimiento de infantería "Gran duque de Baden". Promovido a Generalmajor en 1838, se le dio el mando de una brigada en Trieste. Von Wimpffen fue nombrado comandante de una división del II Cuerpo de Ejército en Italia en 1846 con el rango de Feldmarschall-leutnant (Lugarteniente-mariscal de campo en el Imperial y Real Ejército austriaco). Se distinguió en la campaña de 1848 en Vicenza y Custoza . Más tarde, en los Estados Pontificios, obligó por bombardeo de artillería a la rendición de Bolonia y Ancona. Recibió el 27 de noviembre de 1848 la Cruz de Caballero de la Orden Militar María Teresa. En octubre de 1849, von Wimpffen fue nombrado gobernador civil y militar de Trieste y gobernador de Küstenland (Tierras Costeras), la región incluía la península de Istria, esto con el rango de Feldzeugmeister (general de artillería en el ejército austríaco).
Por sus servicios en Italia, el 26 de marzo de 1850 fue galardonado como comandante de la Orden Militar de María Teresa. Tras la renuncia de Hans Birch Dahlerup en agosto de 1851, von Wimpffen fue nombrado su sucesor como Oberkommandant der Marine ("Alto Comandante de la Marina" o Comandante en Jefe Provisional de la Armada Imperial y Real). Durante su mandato, el desarrollo de la base naval de Pola se aceleró y la escuela naval de Fiume ahora Rijeka (Croacia) se convirtió en la Academia Naval de Austria.
En septiembre de 1854, von Wimpffen fue reemplazado como Oberkommandant der Marine por el emperador Francisco José en contra del consejo de sus asesores militares. Von Wimpffen tomó el control del I cuerpo de ejército. Fue sucedido como Jefe de la Armada por el archiduque Fernando Maximiliano de Austria, el hermano menor de Francisco José.
Por muy bien que se haya desempeñado como Jefe Administrativo de la Marina, von Wimpffen era conocido en los círculos militares como "el General que nunca había ganado una batalla". En la segunda guerra de Independencia italiana en 1859, después de la derrota en Magenta el 4 de junio, secundo la decisión de Gyulai , el comandante austríaco, de retirarse a través del Mincio a Mantua, dejando Milán y toda Lombardía a los sardos y franceses. Gyulai fue despedido el 16 de junio por Francisco José, quien asumió el mando del ejército de campaña con von Wimpffen al mando de la Caballería .
En Solferino (24 de junio de 1859), von Wimpffen y sus hombres lucharon valientemente, pero los austriacos fueron derrotados. La carnicería de la batalla fue tan severa que pronto fue seguida por un armisticio y luego por negociaciones de paz.
En 1861, von Wimpffen se retiró con el rango de Generalfeldzeugmeister (mariscal de campo de ordenanza / mariscal de campo de artillería en el ejército austriaco) y se convirtió en un consejero imperial y real del emperador de Austria.
Murió el 26 de noviembre de 1870 en Görz (ahora Gorizia), y fue enterrado en la cripta de la capilla del castillo de Eichberg, en Austria, junto con su esposa. 

## Familia

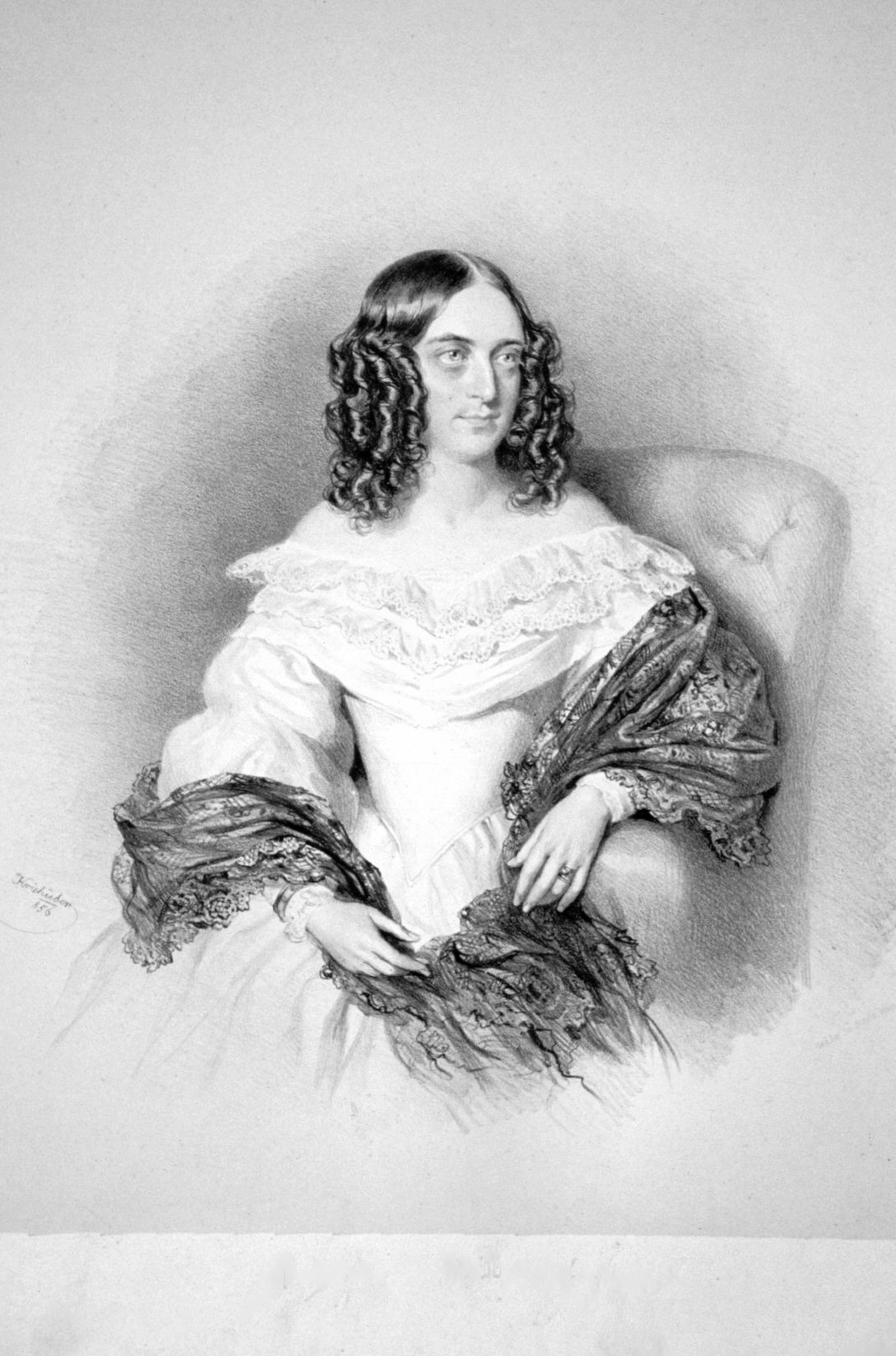
Marianne von Eskeles

El 5 de octubre de 1825 se casó con Maria Anna (Marianne) Cecilia Bernhardine Freiin von Eskeles, que se convirtió del judaísmo al catolicismo, en Hietzing, Austria. Ella nació en el Palais Eskeles, en Viena, Austria, el 2 de marzo de 1802, hija de Bernhard von Eskeles y su esposa Caecilie (Zipperche) Itzig, de quien heredó una fortuna en acciones y bonos. La esposa de Wimpffen, murió en Múnich, Baviera, el 10 de agosto de 1862.
Este matrimonio tuvo de tres hijos y una hija:
- Heinrich Emil Bernhard (1 de mayo de 1827 - 17 de octubre de 1896), fue el jefe de la casa de los Condes Wimpffen
- Franz Alfons Maximiliano (23 de agosto de 1828 - 22 de julio de 1866), murió producto de una herida después de la Batalla de Nachod, fue coronel y comandante del regimiento de infantería Nr. 20
- Victor Ägidius Christian (24 de julio de 1834 - 22 de mayo de 1897), capitán de Corbeta en la marina imperial
- Maria Anna Cäcilie (13 de mayo de 1842 - 21 de marzo de 1918)

## Nota de terminología
- En cuanto a los nombres personales, Graf es un título alemán, traducido como Conde, no como primer nombre o segundo nombre. La forma femenina es Grafin.

- Datos: Q569503
- Multimedia: Franz Wimpffen / Q569503